# 新莊線
新莊線為臺北捷運營運中的路線，屬於臺北捷運的高運量系統，全線皆為地下化路線。新莊線屬於橘線，初期台北捷運公司將蘆洲線和新莊線合併稱為新蘆線，新蘆線與中和線銜接運行後正式更名為中和新蘆線。

## 概要
路線自古亭站起，沿臺北市杭州南路、信義路、新生南路、松江路、民權東、西路，至大橋頭站分出蘆洲線後，通過淡水河，接著沿台一甲線道路行進，經過三重及新莊，至終點迴龍站，全長19.7公里。又因台一甲線道路為劉銘傳鐵路之原址，新莊線自大橋頭站至迴龍站，其路線線型即為原先劉銘傳鐵路之線型。

## 歷史

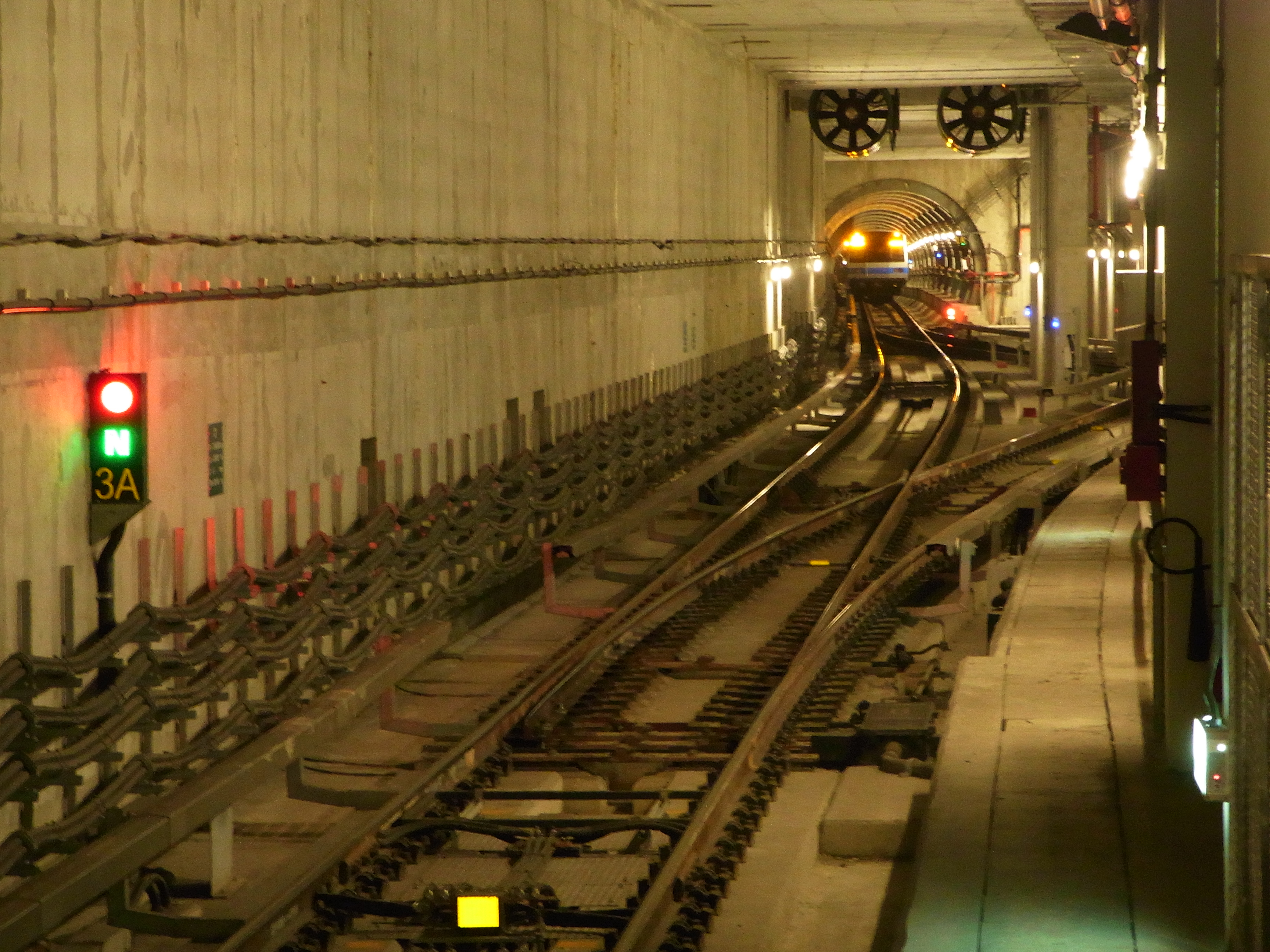
忠孝新生站南端的橫渡線

- 1994年9月17日：新莊線規劃路線奉行政院核定[3]。

### 2000 年代
- 2001年7月27日：新莊線舉行動工典禮，台北縣轄段開始施工[4][5]。
- 2002年8月5日：新莊線台北市區段開始施工[6]。
- 2003年7月：東門站開始施工。[7]。
- 2005年11月19日：新莊線台北縣轄段「菜寮－迴龍」上行線潛盾隧道全面貫通。[8]。
- 2007年11月6日：新莊線與蘆洲線穿越淡水河段的隧道貫通[9]。此處地層水豐沛，故使用冷凍工法施工[10]。

### 2010 年代
- 2010年7月：新莊線台北市區段（「忠孝新生－大橋頭」）完工[11]。
- 2010年9月4日～9月5日：台北市政府進行初勘「忠孝新生－大橋頭」作業[12]。
- 2010年10月16日～10月17日：交通部進行履勘「忠孝新生－大橋頭」作業[13]。
- 2010年11月3日：「忠孝新生－大橋頭」通車啟用，使用悠遊卡免費試乘一個月。淡水線北投機廠支援該線相關維修的工程車、鋼軌研磨車、清洗車車輛及試車用電聯車 ，經古亭和東門駛入本線進行作業[14]。
- 2011年10月9日至2012年1月4日：「大橋頭－輔大」進行三個月營運測試，比照營運班表與蘆洲線插班行駛，但不提供載客。[15][16]。
- 2011年11月26日～11月27日：台北市政府進行初勘「大橋頭－輔大」作業。捷運局表示丹鳳與迴龍會暫作為臨時儲車區，以疏緩列車儲車及調度需求，並採取供電應變措施，在安全無虞情形下局部先行通車[17]。
- 2011年12月17日～12月18日：交通部進行履勘「大橋頭－輔大」段作業[18]。
- 2012年1月5日：「大橋頭－輔大」段下午兩點通車，使用悠遊卡免費試乘一個月。為配合該線未通車車站，新闢四路公車免費接駁迴龍、丹鳳、泰山民眾[19][20]。因新莊機廠未完成工程，丹鳳與迴龍暫作為臨時儲車區，以舒緩列車儲車及調度需求。
- 2012年8月24日～8月25日：晚上10:30起進行東門站初勘。
- 2012年9月14日：交通部辦理東門站履勘作業。
- 2012年9月30日：東門站啟用，「古亭－忠孝新生」段通車，並與中和線直通營運[21][22]。並路線名稱正式更名為中和新蘆線。
- 2013年2月23日：「輔大－迴龍」段進行列車營運測試。
- 2013年5月24日：台北市政府進行初勘「輔大－迴龍」段作業。
- 2013年6月14日：交通部進行履勘「輔大－迴龍」段作業。
- 2013年6月29日：在啟用無新莊機廠的特殊調度下，「輔大－迴龍」段於14:00通車[23]。新莊線全線通車。
- 2021年1月14日：新莊機廠投入調度營運。

## 營運時間與班距
- 營運時間：05:50～01:09
- 平均班距：
  - 平常日（週一至週五）
    - 尖峰時段（07:00～09:00，17:00～19:30）：約6分鐘，重疊區間[註 1]約3分鐘。
    - 離峰時段：約9～10分鐘，重疊區間約4分30秒～5分鐘。
    - 23:00以後：約12分鐘，重疊區間約6分鐘。

  - 例假日（週六、週日及國定假日）
    - 全日時段（23:00以前）：約9～10分鐘，重疊區間約4分30秒～5分鐘。
    - 23:00以後：約12分鐘，重疊區間約6分鐘。[24]

## 車站
| 車站編號       | 車站名稱              | 車站名稱 | 交會路線                           | 站體型式 | 所在地   | 所在地        |
| 車站編號       | 中文                  | 英文     | 交會路線                           | 站體型式 | 所在地   | 所在地        |
| -------------- | --------------------- | -------- | ---------------------------------- | -------- | -------- | ------------- |
| 新莊線         |                       |          |                                    |          |          |               |
| O21            | 迴龍 （樂生）         |          | 萬大-中和-樹林線 桃園捷運棕線      | 地下     | 新 北 市 | 新莊區        |
| O20            | 丹鳳                  |          | 桃園機場捷運：泰山貴和（站外轉乘） | 地下     | 新 北 市 | 新莊區        |
| O19            | 輔大                  |          | 泰山板橋輕軌                       | 地下     | 新 北 市 | 新莊區        |
| O18            | 新莊 （新莊廟街）     |          |                                    | 地下     | 新 北 市 | 新莊區        |
| O17            | 頭前 （臺北醫院）     |          | 環狀線                             | 地下     | 新 北 市 | 新莊區        |
| O16            | 先嗇宮                |          |                                    | 地下     | 新 北 市 | 三重區        |
| O15            | 三重                  |          | 桃園機場捷運（站外轉乘）           | 地下     | 新 北 市 | 三重區        |
| O14            | 菜寮 （新北市立醫院） |          |                                    | 地下     | 新 北 市 | 三重區        |
| O13            | 台北橋                |          |                                    | 地下     | 新 北 市 | 三重區        |
| O12            | 大橋頭 （大橋國小）   |          | 蘆洲線                             | 地下     | 臺 北 市 | 大同區        |
| O11            | 民權西路              |          | 淡水信義線                         | 地下     | 臺 北 市 | 大同區 中山區 |
| O10            | 中山國小 （晴光商圈） |          |                                    | 地下     | 臺 北 市 | 中山區        |
| O09            | 行天宮                |          | 民生汐止線                         | 地下     | 臺 北 市 | 中山區        |
| O08            | 松江南京              |          | 松山新店線                         | 地下     | 臺 北 市 | 中山區        |
| O07            | 忠孝新生 （台北科大） |          | 板南線                             | 地下     | 臺 北 市 | 大安區        |
| O06            | 東門                  |          | 淡水信義線                         | 地下     | 臺 北 市 | 大安區        |
| O05            | 古亭                  |          | 松山新店線                         | 地下     | 臺 北 市 | 中正區        |
| （下接中和線） |                       |          |                                    |          |          |               |

## 爭議

### 新莊機廠爭議
位於新莊機廠用地上的樂生療養院建築，曾因保留上的爭議而被列為暫定古蹟，致使機廠工程進度落後。若正式定為古蹟，則可能要修改機廠用地規劃，或另行覓地興建機廠。由於少數漢生病的院民不願搬遷，引發支持保存療養院建築的學者及其他人士，與地方民意代表、工程單位間的爭議，新莊線的預定通車時程也因此延後。
「新莊線捷運工程與樂生療養院保存計畫」已經獲行政院核定，預定保留41.6%的院區，並與新莊機廠共構。不過「青年樂生聯盟」等組織與部份專業人士仍反對此方案，要求採用行政院文化建設委員會保留90%院區的方案。他們認為文建會方案較能保障弱勢權益，而且不會延誤新莊線通車時程。臺北縣政府則於2008年12月3日依照行政院核定的保存計畫，強制拆除部份院區並架設施工圍籬。而時任臺北市政府捷運工程局北區工程處處長吳沛軫表示，新莊機廠的用地如果能夠儘快取得，新莊線捷運可於2014年全線通車。
時任臺北市市長郝龍斌於蘆洲支線通車時，強調新莊捷運在機廠未完工的情形下，2012年3月分段通車至輔大站為目標。2011年7月12日，捷運局公告新莊線確定提前分段通車。2012年1月5日通車至輔大站，全線於2013年6月29日通車。

## 紀念章
本線於2015年2月開始採用「車站專屬紀念章戳」，各站的紀念章如下：
- 迴龍站：

以龍與樂生療養院為主題。
- 丹鳳站：

以鳳與當地的青年公園為主題。
- 輔大站：

以輔仁大學為主題。
- 新莊站：

以新莊老街、新莊體育場與鼓為主題。
- 頭前庄站：

以當地的保元宮為主題。
- 先嗇宮站：

以五穀王廟為主題。
- 三重站：

以幸福水樣公園與新北大橋為主題。
- 菜寮站：

以中山藝術公園與三重運動中心為主題。
- 台北橋站：

以鄰近該站的台北大橋為主。
- 大橋頭站：

以唐山帆船與大稻埕為主題。印章形狀由轉乘站的芒形改為橘線一般車站的正方形
- 民權西路站：

以該站附近的婚紗街與1號出口為主題。
- 中山國小站：

以晴光商圈、真光堂與林安泰古厝為主題。
- 行天宮站：

以行天宮與算命街為主題。
- 松江南京站：

以四平陽光商圈為主題。
- 忠孝新生站：

以台北科大、光華商場與建國假日玉市為主題。
- 東門站：

以東門市場、小籠包與牛肉麵為主題。
- 古亭站：

以紀州庵、師範大學為主題。

## 外部連結
- 臺北大眾捷運股份有限公司 （页面存档备份，存于）